# Theta Piscium
Theta Piscium (θ Psc / 10 Piscium) és un estel a la constel·lació dels Peixos de magnitud aparent +4,28. No té nom propi habitual, però en l'astronomia xinesa, al costat de Fum al Samakah (β Piscium), γ Piscium, ι Piscium i ω Piscium, formava Peih Leih, «el llampec». S'hi troba a 159 anys llum del sistema solar.
Theta Piscium és una gegant taronja de tipus espectral K1III. Té una temperatura efectiva de 4.699 K i és 51 vegades més lluminosa que el Sol. El seu diàmetre angular, una vegada considerat l'enfosquiment de limbe, és de 2,00 ± 0,02 mil·lisegons d'arc; això permet avaluar el seu diàmetre real, resultant ser aquest 10,5 vegades més gran que el diàmetre solar. Gira sobre si mateixa amb una velocitat de rotació projectada de 1,9 km/s. Té una edat estimada de 4.330 milions d'anys i, com la major part dels estels del nostre entorn, és un estel del disc fi.
Theta Piscium presenta una metal·licitat —abundància relativa d'elements més pesats que l'heli— un poc menor que la solar ([Fe/H] = -0,10). Altres elements com a sodi, alumini i silici presenten uns nivells comparativament iguals als de ferro, si bé Theta Piscium sembla ser un poc deficitària en bari ([Ba/Fe] = -0,14).